# Ћуић Брдо
Ћуић Брдо је насељено место у општини Раковица, на Кордуну, Карловачка жупанија, Република Хрватска.

## Географија
Ћуић Брдо се налази око 6 км северно од Раковице.

## Историја
Ћуић Брдо се од распада Југославије до августа 1995. године налазило у Републици Српској Крајини. До 1991. било је у саставу насељеног места Броћанац, а од 2001. је самостално насеље. До територијалне реорганизације у Хрватској налазило се у саставу бивше велике општине Слуњ.

## Становништво
Према попису становништва из 2011. године, насеље Ћуић Брдо је имало 8 становника.

### Број становника по пописима
| Националност   | 2001. | 1991. | 1981. | 1971. | 1961. | 1953. | 1948. | 1931. | 1921. | 1910. | 1900. | 1890. | 1880. | 1869. | 1857. |
| бр. становника | 0     | %     | %     | 20    | 30    | 30    | %     | %     | %     | %     | 87    | 69    | %     | %     | %     |

- напомене:

У 2001. настало издвајањем из насеља Броћанац. Исказује се као део насеља од 1880. У 1880, од 1910. до 1948. те у 1981. и 1991. подаци садржани у насељу Броћанац. У 2001. без становника. До 1991. исказивано под именом Чуић Брдо.

### Национални састав
| Националност       | 2001. |
| Хрвати             | 0     |
| Срби               | 0     |
| Југословени        | 0     |
| остали и непознато | 0     |
| Укупно             | 0     |

- за остале пописе видети под: Броћанац.